# Valea Bistrii
Valea Bistrii falu Romániában, Erdélyben, Fehér megyében.

## Fekvése
Topánfalva közelében fekvő település.

## Története
Valea Bistrii korábban Topánfalva része volt, 1956 körül vált külön településsé 246 lakossal.
1966-ban 173, 1977-ben 312 román lakosa volt. 1992-ben 379 lakosából 378 román, 1 magyar volt. A 2002-es népszámláláskor pedig 375 román lakosa volt.